# 硬毛赤车
硬毛赤车（学名：Pellionia crispulihirtella）为荨麻科赤车属下的一个种。

## 扩展阅读
- 維基物種上的相關：硬毛赤车